# Opel Astra J
L'Opel Astra J è la quarta generazione dell'Opel Astra, un'autovettura di segmento C prodotta a partire dalla fine del 2009 fino al 2020 dalla Casa automobilistica tedesca Opel.
Dal 2015 è cessata la produzione delle varianti 5 porte e station wagon, venendo prodotta solo la coupé, denominata semplicemente GTC, e la berlina a 3 volumi.
La produzione è terminata il 28 dicembre 2020, con l’ultima versione berlina tre volumi uscita dalla catena di montaggio nello stabilimento polacco.

## Profilo e caratteristiche

### Esordio
Presentata al Salone dell'automobile di Francoforte nell'autunno del 2009, l'Astra J viene posta in listino a dicembre del 2009. Inizialmente, in fase di progetto, doveva chiamarsi Astra I, così da proseguire coerentemente le denominazioni delle serie contrassegnate dalle lettere progressive dell'alfabeto. Ma in seguito l'Opel si accorse che la lettera I poteva essere scambiata per il numero 1 scritto in carattere romano (con questo sistema si indicavano le generazioni di Volkswagen Golf e Ford Focus, in quest'ultimo caso preceduto dalla sigla Mk), per cui si preferì usare la lettera immediatamente successiva nell'alfabeto inglese, ossia la J.
L'Astra J sostituisce l'Astra H: inizialmente viene proposta come berlina a due volumi e a 5 porte. Le altre versioni vengono sostituite in momenti successivi e nei primi mesi rimarranno in listino quelle della precedente serie.

### Design e interni

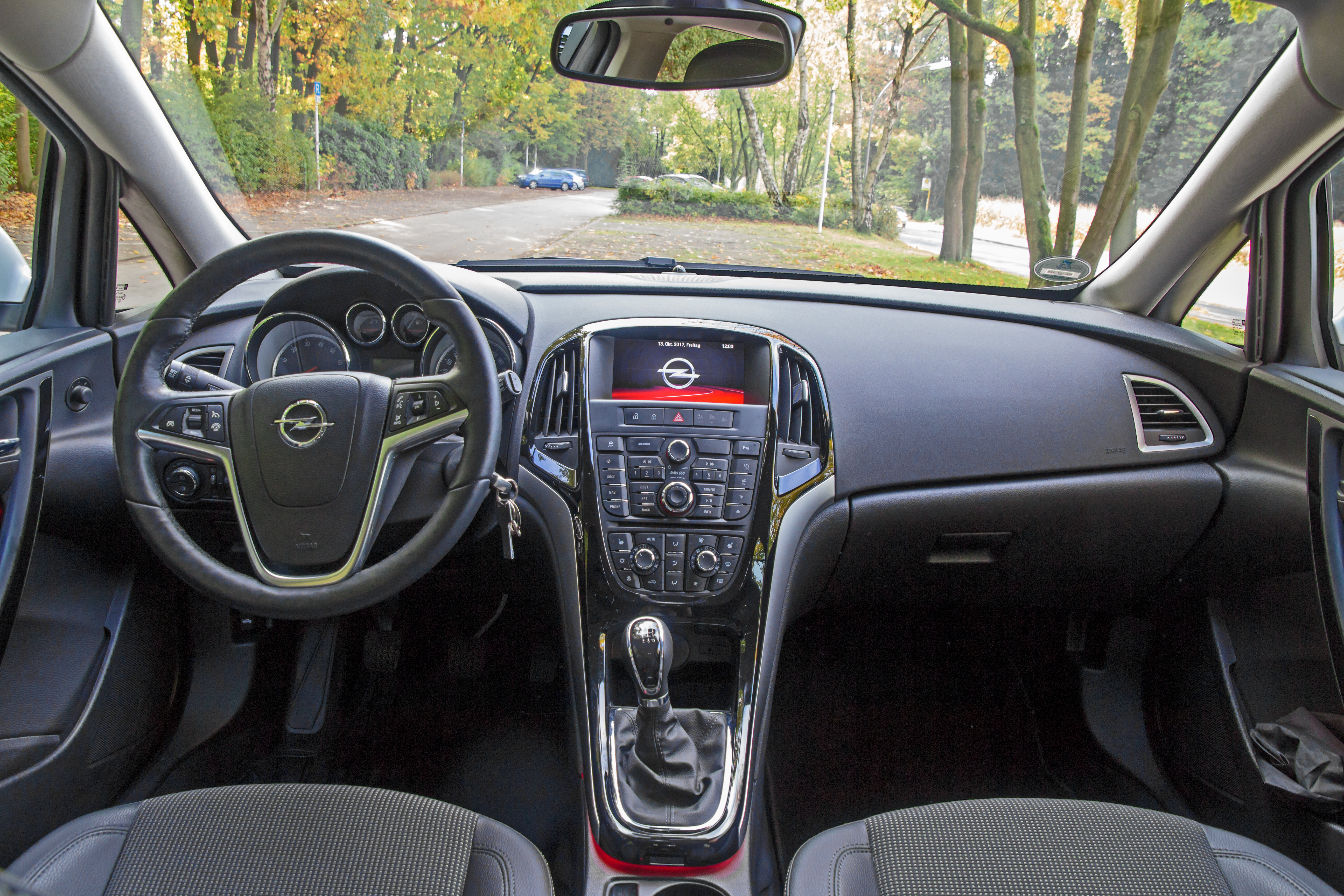
Plancia e console centrale della versione CosmoS

Stilisticamente l'Astra J riprende tutti quegli elementi stilistici della più grande Opel Insignia, alcuni dei quali vengono evoluti e perfezionati. È il caso dei fari anteriori e dotati di luci diurne a LED. La forma di questi viene tra l'altro ripresa anche dai gruppi ottici posteriori, che propongono un'impronta simile. Dall'Insignia viene ripresa la scalfatura laterale che va a conferire dinamismo alla fiancata. Nel complesso l'Astra J differenzia rispetto all'Astra H, grazie alle sue linee muscolose, il parabrezza inclinato, le carreggiate più larghe e il corpo vettura arrotondato. Tali caratteristiche vanno inoltre a camuffare le dimensioni della vettura, sensibilmente aumentate, con una lunghezza superiore di 17 cm.
Ciò è andato principalmente a vantaggio dell'abitabilità dei passeggeri anteriori e della capacità del bagagliaio, più regolare come forma, con l'abitabilità posteriore rimasta invariata rispetto alla precedente Astra. Sempre per quanto riguarda l'interno dell'abitacolo, sono stati ridisegnati e riprogettati la plancia e il posto guida, dal design a mezzaluna, con una strumentazione concentrata specialmente nella console centrale dalla forma "a goccia". Anche l'abitacolo ha beneficiato di una profonda evoluzione stilistica, anche per quanto riguarda le finiture, la qualità dell'assemblaggio, degli accostamenti e i materiali utilizzati.

### Meccanica

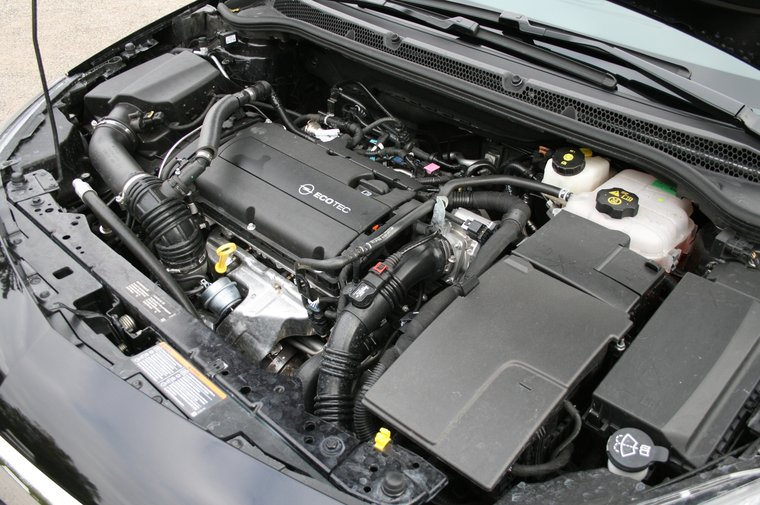
Il motore 1.6 Turbo dell'Opel Astra J.

Meccanicamente l'Astra J nasce su un telaio pianale specifico, caratterizzato da un passo maggiorato di 71 mm rispetto a quello dell'Astra H. L'avantreno c'è un MacPherson dotato di barra antirollio cava con bracci e supporti in lega di alluminio per ridurre il peso. Il retrotreno rappresenta invece una novità, poiché propone una struttura ad assale torcente con parallelogramma di Watt. Tale struttura permette di assorbire meglio i carichi laterali, migliorando le doti di handling della vettura. Inoltre sull'Astra J ci sono le sospensioni attive FlexRide, consistenti nella possibilità per il conducente di regolare la rigidità degli ammortizzatori, e di ottenere così risposte diverse: più reattive o più confortevoli. Le sospensioni possono essere regolate su tre possibili livelli: standard, Sport o Tour. (Accessorio di serie sull'allestimento Cosmo S.) L'impianto frenante è a dischi anteriori autoventilanti e dischi pieni al retrotreno.

### Motorizzazioni
La gamma motoristica iniziale prevede due varianti di 1.4: una da 1364 cm³ e una da 1398, entrambe appartenenti alla famiglia di motori Family 0. Il 1.8 16v, presente nelle precedenti generazioni dell'Astra, ora è sostituito da un 1.4 Turbo, già disponibile all'esordio, ma che è entrato regolarmente in listino solo a partire dalla metà del 2010. Presenti anche un 1.6 aspirato e uno sovralimentato, impiegati anche nell'Astra H post-restyling. Tra i diesel vi sono il 1.7 di origine Isuzu (da 110 e 125 CV), ulteriormente evoluto per ridurre le emissioni, e i common rail di origine Fiat da 1.3 litri (95 CV) e 2 litri (da 160 CV). Durante il 2011, il motore 1.7 CDTI viene offerto in un ulteriore livello di potenza da 130 CV mentre il 2.0 CDTI passa da 160 a 165 CV.
La gamma dell'Astra J prevede un cambio manuale a 5 marce per le versioni aspirate a benzina e per il 1.3 CDTI. Le altre versioni montano invece di serie un cambio a 6 marce sempre manuale. In opzione è possibile avere un cambio automatico a 6 rapporti, ma solo per le due motorizzazioni 1.6 a benzina e per il 2 litri turbodiesel.

### Dotazione e sicurezza
Disponibile inizialmente in tre allestimenti (il base Elective, l'intermedio Cosmo e il più ricco Cosmo S, quest'ultimo disponibile solo sul 1.6 benzina e il 2.0 CDTI). La dotazione di serie prevede sei airbag, climatizzatore, ESP, controllo di trazione, cruise control, impianto hi-fi con comandi al volante, sedile guida regolabile in altezza e specchietti retrovisori esterni riscaldabili, volante a tre razze regolabile in altezza, sensore pioggia e cerchi da 16". Tra gli optional a pagamento vi sono il tetto apribile elettrico, i fari bixeno AFL III, il navigatore con cartografia su SD card e riconoscimento vocale, il computer di bordo, il volante in pelle, i sedili in pelle e riscaldabili, i fendinebbia, il sistema di controllo dinamico dell'assetto denominato FlexRide, il climatizzatore automatico bizona, cerchi in lega sino a 19", il freno di stazionamento elettronico e il sistema Opel Eye, introdotto sull'Insignia, che visualizza i segnali che indicano il limite di velocità nel tratto di strada che si percorre.
A partire dal 2012 l'allestimento Cosmo S della berlina 5 porte e Sports Tourer viene sostituito dal Cosmo.
Sotto il punto di vista della sicurezza automobilistica, è stata sottoposta ai crash test dell'EuroNCAP totalizzando il punteggio di 5 stelle.

## Evoluzione

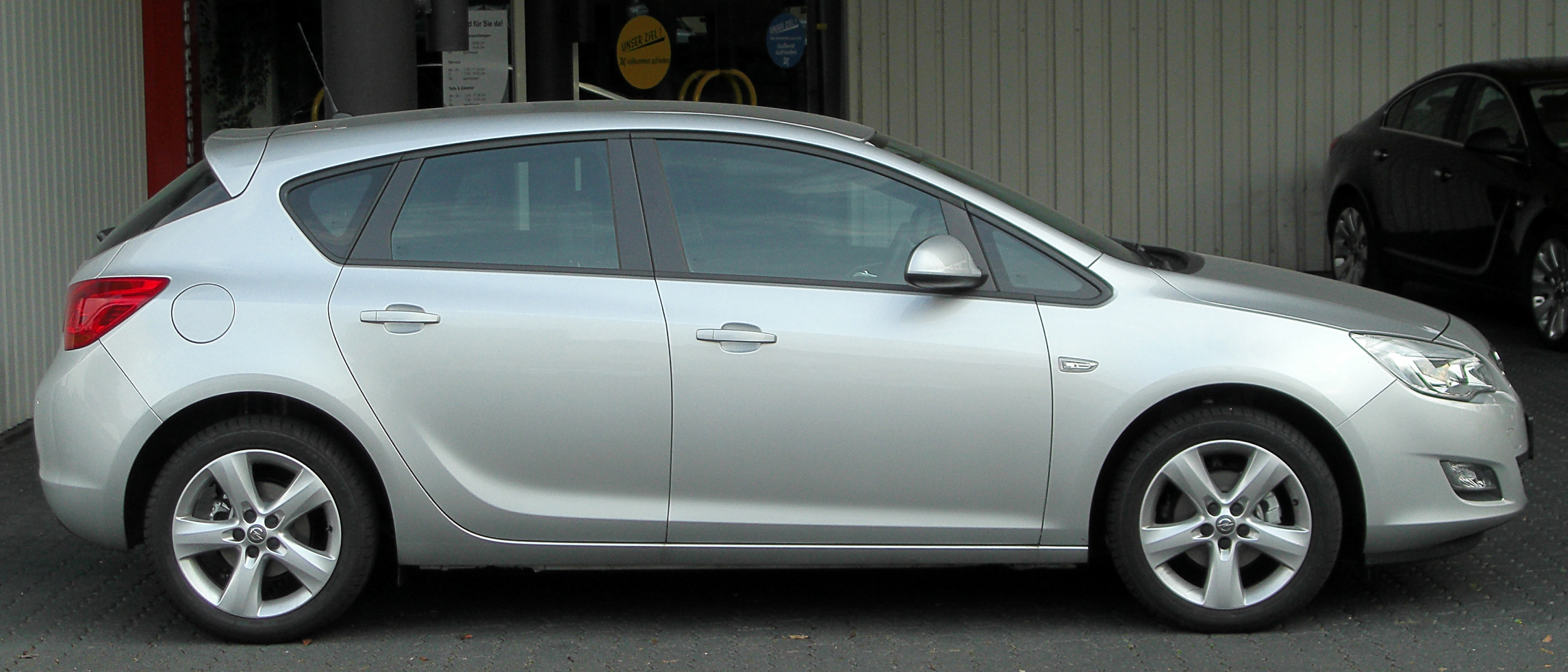
Vista laterale di un'Astra J in allestimento Elective con i cerchi in lega da 17" forniti come optional

Al momento del lancio dell'Astra berlina a 5 porte sono state diffuse le prime immagini relative alle versioni familiare e coupé, i cui avvii di produzione sono avvenuti solo successivamente.
L'Astra J veniva commercializzata nel Regno Unito con il marchio Vauxhall. Nel mercato cinese, invece, veniva proposta con il marchio Buick e con la denominazione di Buick Excelle XT.
Per oltre un anno e mezzo la produzione prosegue senza novità nella gamma, fatta eccezione per la versione Sports Tourer, introdotta nel novembre 2010 e per la quale sono state previste le medesime motorizzazioni della berlina. Nella seconda metà del 2011 avviene il lancio della versione GTC al Salone di Francoforte, nella quale occasione è stata rivisita l'intera gamma, specialmente sul fronte diesel, dove esordiscono il 1.7 CDTI da 130 CV e il 2 litri CDTI da 165 CV.

### Restyling 2012
All'inizio del 2012 arriva la versione bi-fuel, in questo caso alimentata a GPL: spinta dal 1.4 sovralimentato, la Astra 1.4 Turbo GPL eroga 140 CV di potenza. La versione a GPL monta un impianto Renzo Landi e ha punterie idrauliche autoregistranti (nessuna registrazione del gioco valvole necessaria). Alla fine dell'estate si ha un leggerissimo restyling, con un nuovo stile della griglia anteriore, dei paraurti e dei fendinebbia, più consistente invece sia nei motori sia nella dotazione di sicurezza.

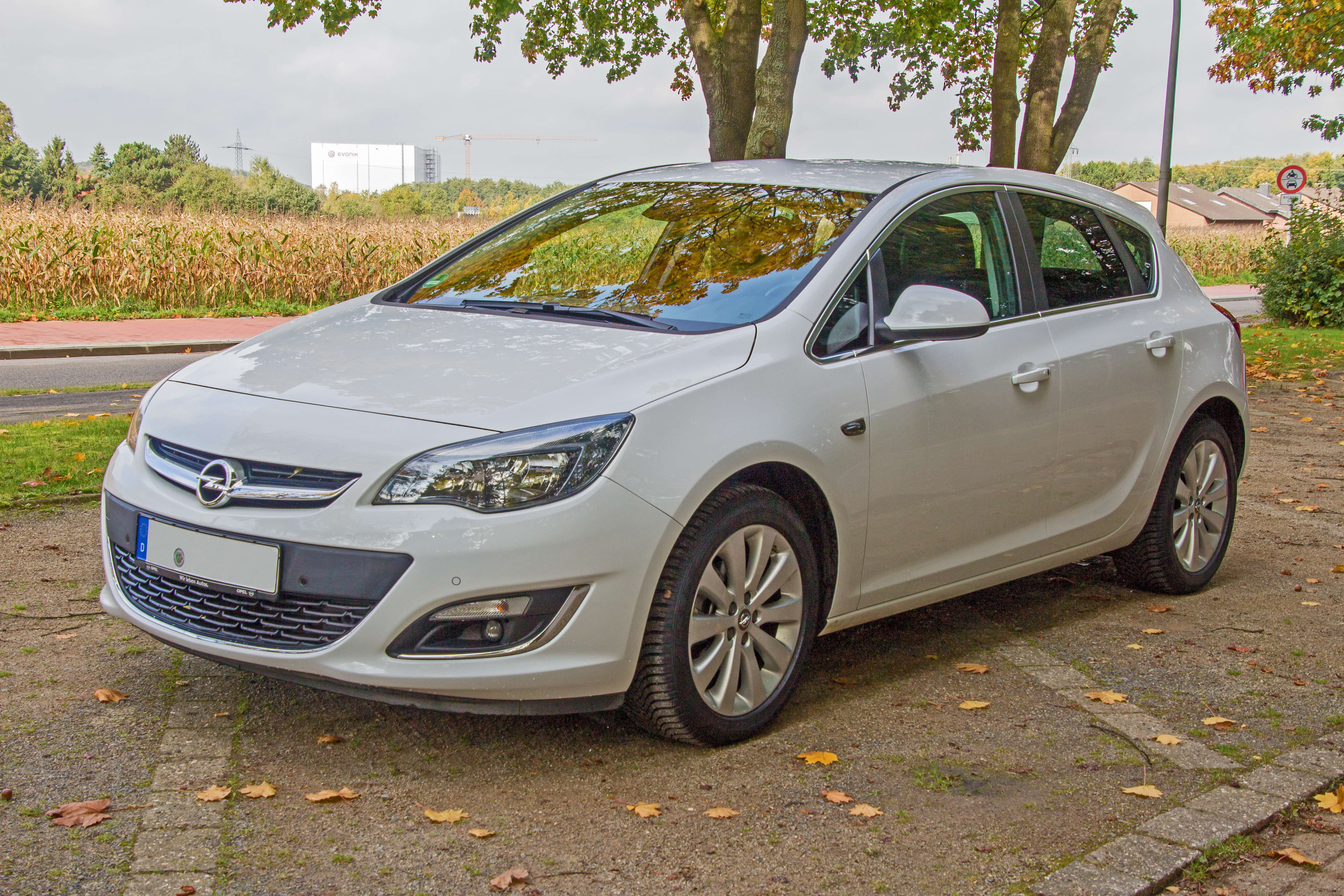
Opel Astra restyling 2012

Per quanto riguarda gli esterni, adesso la mascherina anteriore ha una forma più allargata, percorsa da una linea cromata con due baffi più sottili; l'alloggiamento dei fendinebbia ha una forma più arcuata ed è percorso da una piccola cromatura e gli stessi fari fendinebbia hanno adesso dimensioni più piccole. Il posteriore si differenzia solo per la forma dell'alloggiamento della targa mentre sono nuovi i disegni dei cerchi in lega. Per gli interni vengono utilizzati rivestimenti di plancia e consolle diversi e più gradevoli al tatto. Per quanto riguarda i motori, le versioni 5 porte e Sports Tourer subiscono aggiornamenti. In particolare, esce di produzione il 1.6 a benzina aspirato, il 1.3 CDTI e il 1.7 CDTI da 125 CV. Mentre l'unità a benzina viene rimpiazzata dal 1.4 Turbo benzina nella versione da 120 CV, già utilizzato su altri modelli come Corsa e Meriva, il 1.7 CDTI viene sostituito definitivamente dalla versione da 131 CV, già in listino da un anno. Quanto al 1.3 CDTI, esso non viene sostituito da nessun'altra unità motrice. Infine, anche la dotazione di sicurezza e la lista degli optional viene aggiornata, con l'introduzione del nuovo allestimento base Ecotec, il quale offre di serie solo il climatizzatore manuale, sei airbag, vetri elettrici anteriori ed ESP. Questo è disponibile solo per i motori 1.4 100 CV e 1.7 CDTI da 110 CV. Optional di nuova introduzione sono la nuova telecamera Opel Eye di seconda generazione che integra le nuove funzioni di allarme sonoro durante un abbandono accidentale della corsia di marcia, indicatore della distanza di sicurezza e radar con allarme pre-collisione. Nuova anche la telecamera posteriore con assistenza al parcheggio. Di serie per tutte le versioni con allestimento Cosmo i fari anteriori diurni a LED, prima abbinati solo con i fari bixeno autoadattivi AFL.

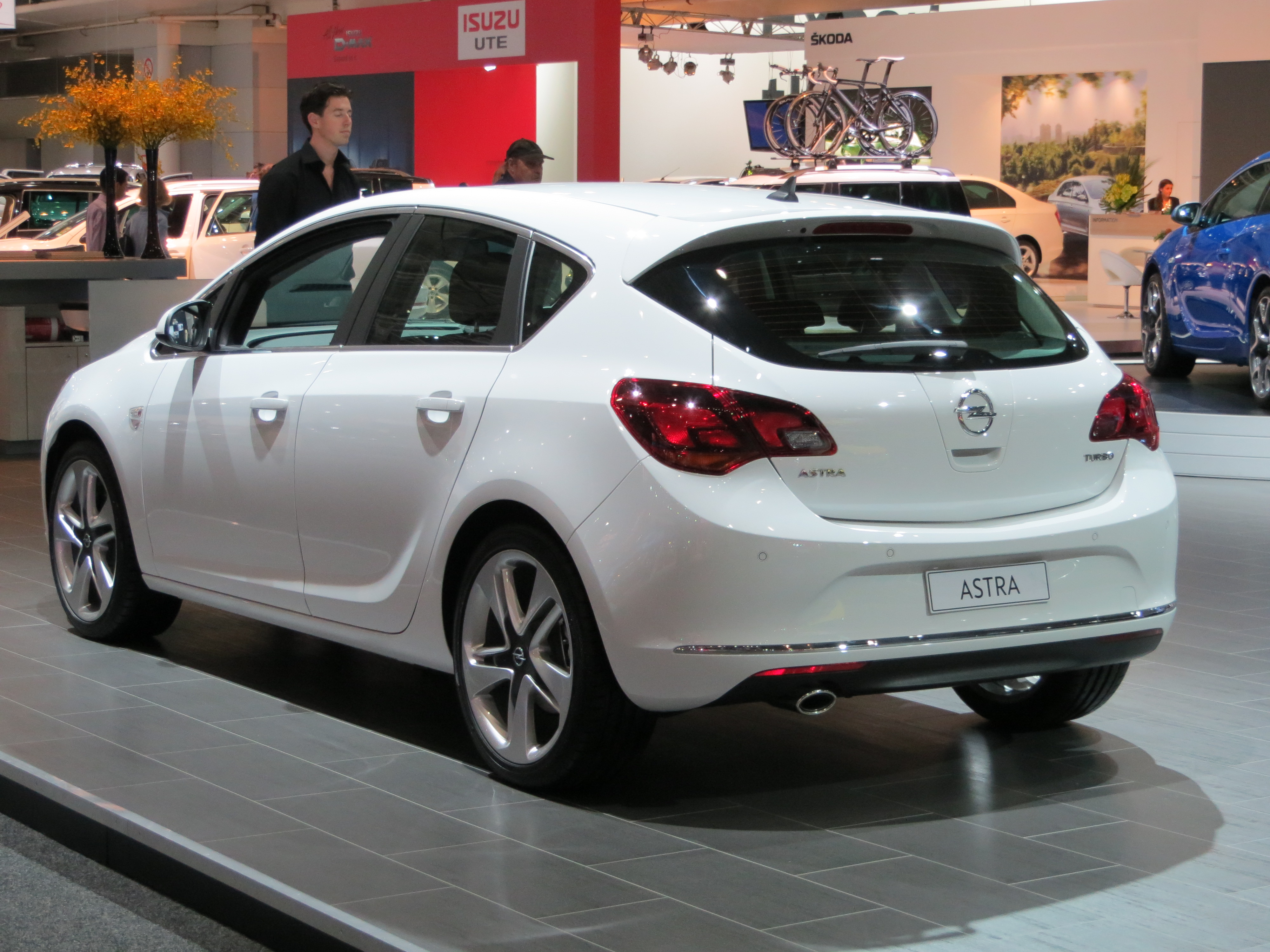
Posteriore di un'Astra restyling 2012

Contemporaneamente in gamma arriva una quarta variante di carrozzeria, la berlina a tre volumi, tradizionalmente riservata ai mercati dell'Europa dell'Est, ma che in questo caso viene esportata anche in Italia. Le motorizzazioni previste comprendono il 1.4 aspirato da 101 CV, quello sovralimentato da 140 CV e il 1.7 turbodiesel nelle varianti da 110 e 131 CV. Disponibile anche il 1.4 Turbo a GPL. Presentata il 29 agosto 2012 al Salone di Mosca, l'Astra Sedan viene commercializzata anche in Cina e negli USA, ma con marchio Buick. Sempre in contemporanea con questi ultimi eventi, la Opel ha dichiarato che non è prevista una Astra cabriolet o TwinTop, e che il suo posto viene preso dalla Opel Cascada, le cui foto sono state svelate nel settembre 2012 e la cui commercializzazione è stata avviata l'anno seguente.

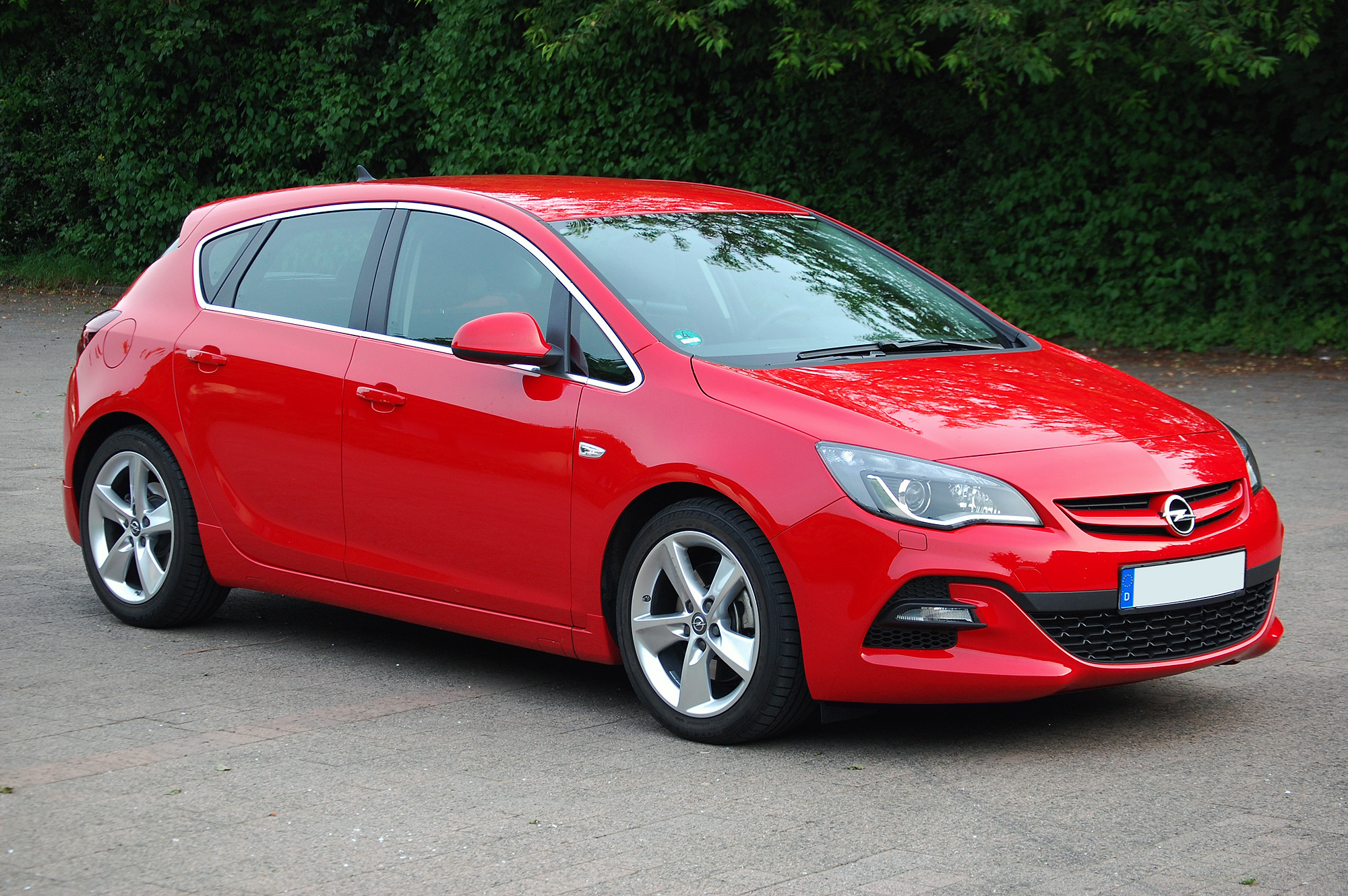
Astra Biturbo

Alla fine dell'estate del 2013 il 1.6 Turbo viene sostituito da un nuovo motore, sempre sovralimentato e di cilindrata analoga, il 1.6 SIDI da 170 CV, con 10 CV in meno rispetto al precedente motore, ma 30 Nm di coppia motrice in più. Contemporaneamente viene introdotto il nuovo 2 litri biturbodiesel da 195 CV.
A marzo 2014 arriva il nuovo 1.6 CDTI da 136 CV, un motore destinato a sostituire il 1.7 di origine Isuzu da 131 CV, ma che inizialmente si limita ad affiancarlo. Tale motore va a equipaggiare contemporaneamente anche le altre varianti di carrozzeria della gamma, tranne la GTC, dove il 1.6 CDTI non è previsto. Due mesi dopo il 1.6 CDTI viene proposto anche con potenza di 110 CV, andando così ad allargare la gamma delle versioni diesel.
Nel corso dell'anno successivo sono state svelate le prime immagini della nuova generazione dell'Astra K, il che ha comportato l'uscita di listino della berlina a 5 porte durante il mese di agosto del 2015. Le altre varianti della gamma Astra J sono invece rimaste temporaneamente in listino in attesa dell'arrivo delle corrispondenti varianti basate sul nuovo modello (è il caso della versione giardinetta) o lasciate in listino anche per diverso tempo dopo l'arrivo dell'Astra K in modo da completare la gamma con versioni non previste invece sulla base della nuova generazione della segmento C tedesca. Solo nell'autunno 2018, anche le ultime versioni dell'Astra J sono uscite dagli ultimi listini europei in cui era ancora presente.

### La Sports Tourer

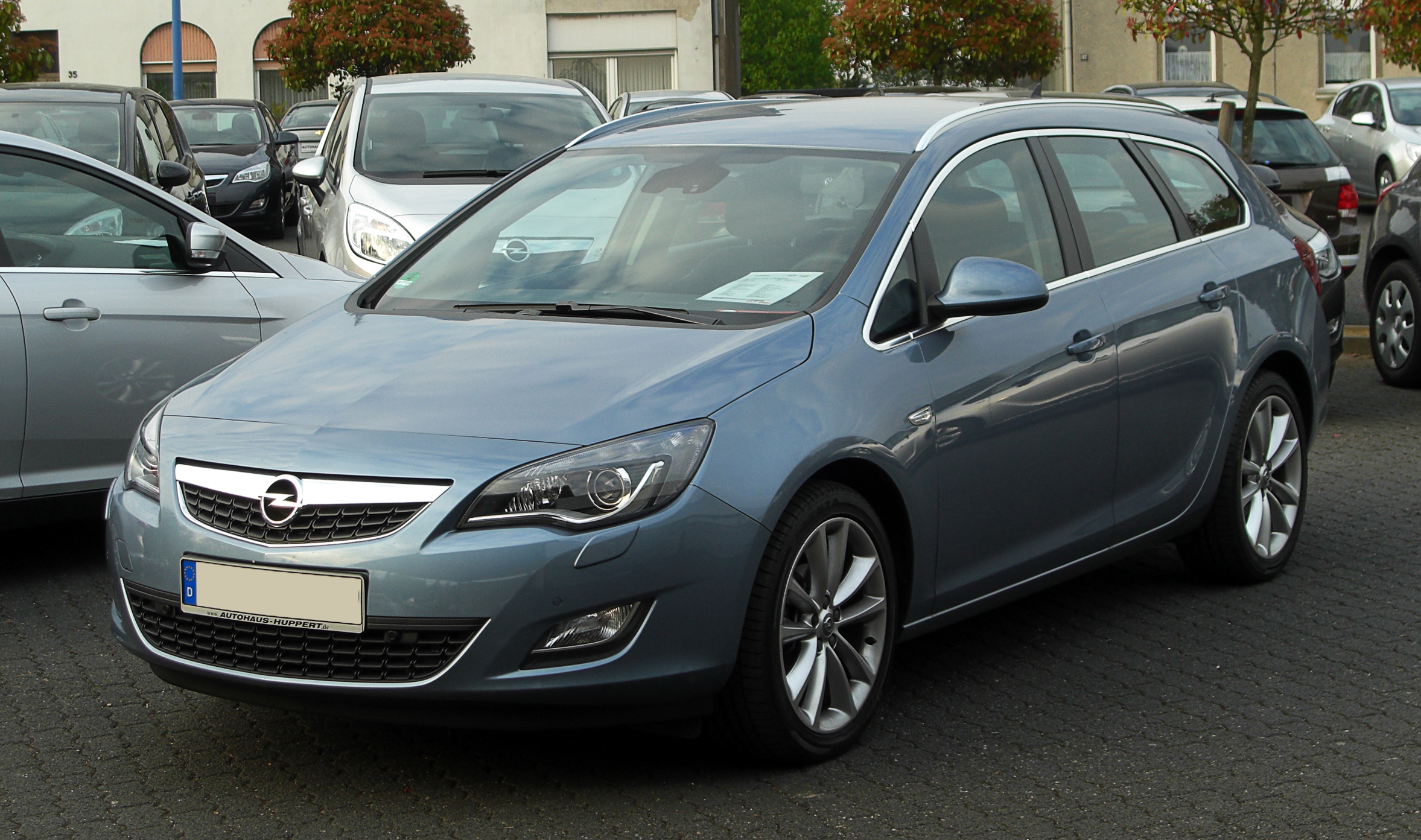
Una Opel Astra J Sports Tourer del 2011

Introdotta nel novembre 2010 dopo la presentazione al Salone di Parigi, è la versione station wagon dell'Astra J. Tale versione abbandona la sigla SW, in favore di un'altra che è già stata a suo tempo utilizzata per le versioni giardinetta della più grande Insignia. Lunga 4,698 m, arriva a pesare mediamente solo una ventina di kg in più rispetto alla corrispondente versione berlina a 5 porte. Anch'essa è votata alla praticità, condividendo le soluzioni stilistiche delle berlina, ma con in più una coda più lunga. Tra i vari accessori presenti nell'Astra Sports Tourer va segnalato il cosiddetto FlexFold: in pratica le sezioni asimmetriche dello schienale posteriore (ribaltabile nelle proporzioni 60-40) sono abbattibili separatamente automaticamente premendo uno dei due tasti situati ai due lati del bagagliaio, rendendo più facile il passaggio da 500 a 1550 litri di bagagliaio. Oltre a ciò, il divano è completamente rimovibile, il che consente di ottenere un piano di carico piatto. Sono presenti tutti i dispositivi tecnologici già visti sulla berlina, come per esempio l'Opel Eye e il sistema FlexRide di sospensioni attive regolabili dal conducente.

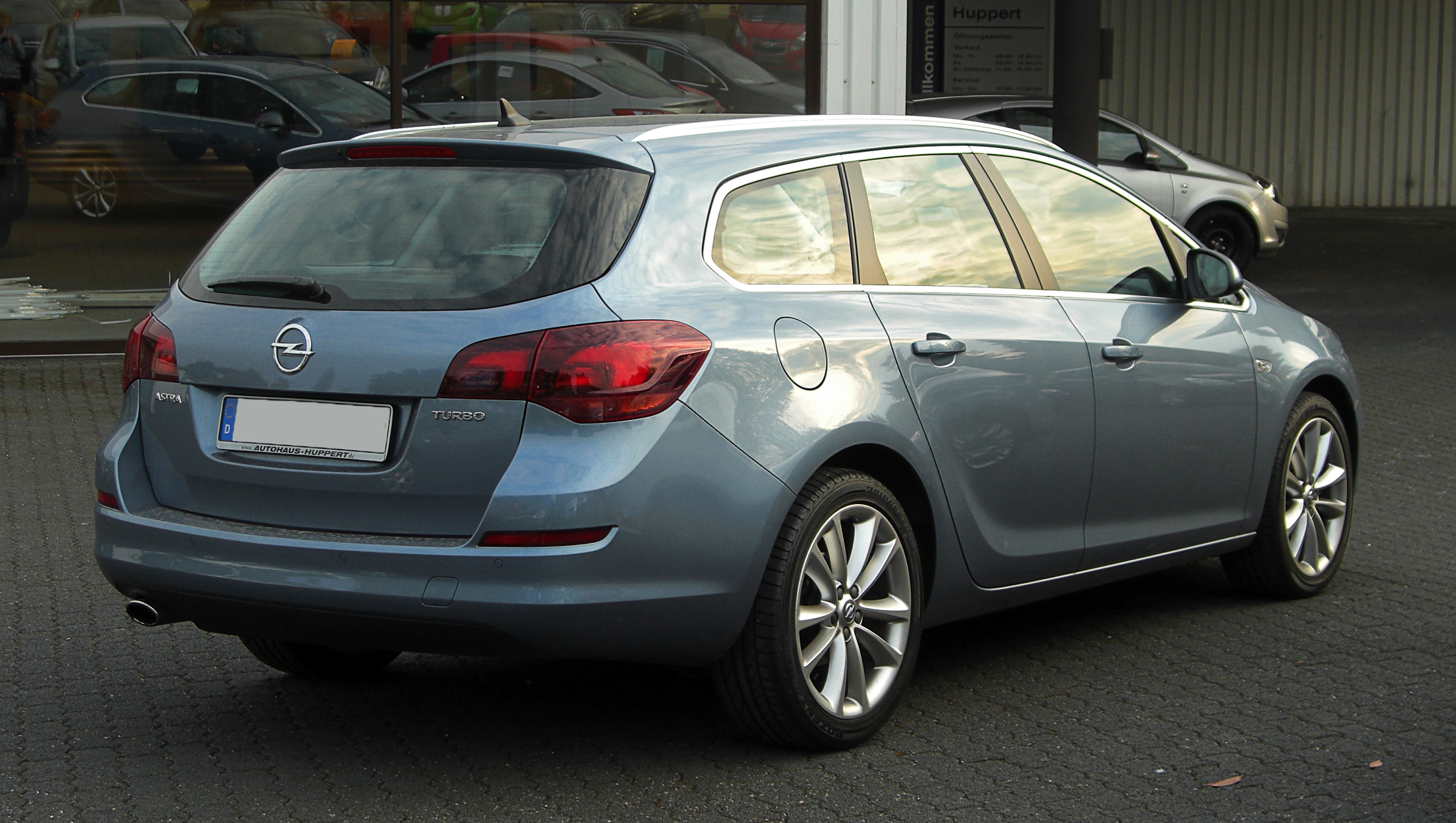
Vista posteriore di una Sports Tourer del 2011

Le motorizzazioni sono le stesse di quelle previste per la berlina. L'unica differenza significativa sta nel fatto che il 1.3 CDTI è dotato anche del dispositivo Start&Stop, che spegne il motore durante le fermate temporanee (per esempio a un semaforo rosso o in coda), in modo da ridurre emissioni e consumi.
La gamma della Sports Tourer ha seguito le stesse tappe evolutive della berlina a due volumi, comprese le versioni turbodiesel da 131 e 165 CV e l'aggiornamento del 2012, da cui riprenderà anche le stesse variazioni nella gamma motoristica, fino all'estate del 2015, quando rimarrà a listino mentre la berlina a 5 porte esce di produzione per far posto al nuovo modello. Per quanto riguarda la versione station wagon vi sono stati dei significativi aggiornamenti contestualmente a tale evento e consistenti nell'uscita dai listini dei motori 2 litri turbodiesel e biturbodiesel. Sono gli ultimi aggiornamenti per la station tedesca, che alla fine del 2015 verrà sostituita dall'Astra K SW.

### La GTC

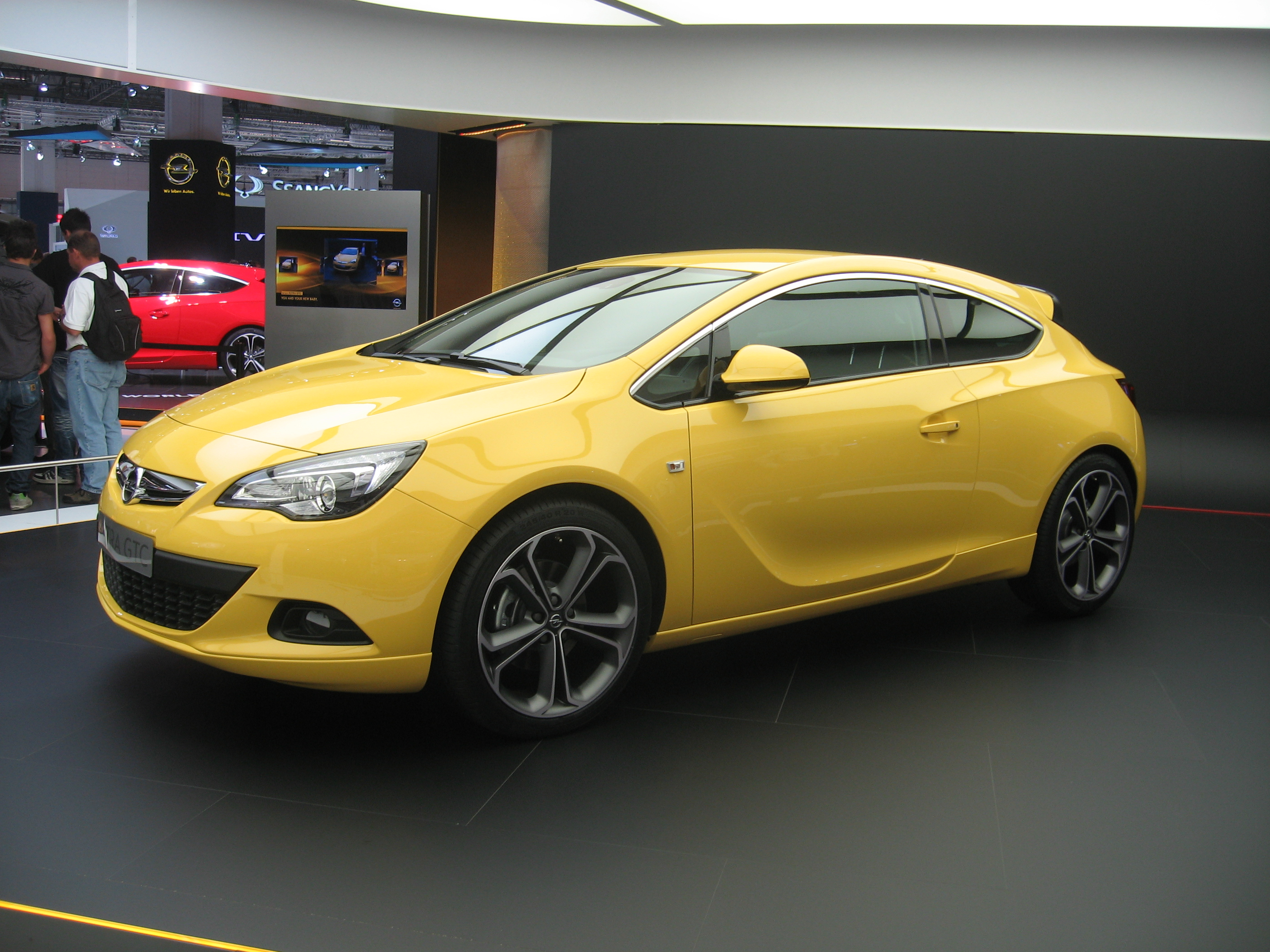
L'Astra GTC del 2011 alla sua presentazione a Francoforte

Al Salone di Parigi del 2010 la casa di Rüsselsheim ha presentato la concept GTC Paris, una vettura che prefigurava in maniera quasi definitiva la futura sportiva su base Astra J, una vettura destinata a sostituire nei listini Opel la precedente Astra GTC.
La nuova GTC degli anni 10 del XXI secolo, presentata in maniera definitiva durante il Salone di Francoforte del 2011, riprende il frontale delle versioni berlina e Sports Tourer, dove i gruppi ottici e la calandra hanno un disegno simile agli altri due modelli. Anche il paraurti anteriore è simile in molti elementi stilistici, pur cambiando leggermente anch'esso. Lateralmente si ritrova la nervatura lungo la parte inferiore della fiancata, ma si nota anche il diverso taglio del padiglione, raccordato con la coda e col lunotto. In ogni caso, la quasi totalità dei lamierati e dei componenti esterni è del tutto nuova e ridisegnata.

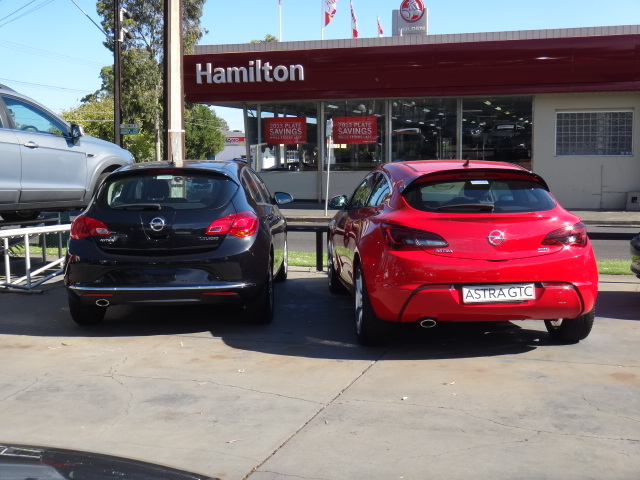
Confronto posteriore della Astra 5 porte (a sinistra) e della 3 porte GTC (a destra)

Le dimensioni della carrozzeria rispetto alla berlina 5 porte sono diverse: 447, 184, 148 cm (rispettivamente più lunga, larga e bassa). La vettura è inoltre caratterizzata da un assetto più basso, sospensioni più rigide, carreggiate più larghe e passo più lungo: ne deriva una tenuta di strada migliorata.
La prevendita dell'Astra GTC è cominciata il 7 giugno 2011, quando il modello ha cominciato ad apparire nei listini europei, mentre le prime consegne sono cominciate a dicembre.
Gli allestimenti previsti sono tre: il base Elective, l'intermedio Cosmo e il più ricco Cosmo S (riservato solo al 1.6 Turbo benzina e al 2.0 CDTI) il quale prevede di serie il Flexride.
I motori disponibili al momento sono tre a benzina (due 1.4 rispettivamente da 120 CV e 140 CV e un 1.6 da 180 CV, entrambi dotati di turbocompressore) e un 2.0 diesel da 165 CV. Il cambio previsto per tutti i modelli è un manuale a 6 marce (optional il cambio automatico solo per il 1.4 140 CV e il 2.0 CDTI). Ma vi sono altre caratteristiche meccaniche, che rendono differente la Astra GTC dalle versioni berlina e Sports Tourer, come per esempio, a livello di sospensioni, la coupé tedesca monta un avantreno del tipo HyperStrut, lo stesso montato dall'Insignia OPC, in maniera tale da avere un comportamento su strada più sportivo.

A partire dal febbraio 2012 viene introdotto anche il motore 1.7 CDTI in versione da 110 CV e 130 CV. Con l'aggiornamento della seconda metà del 2012, le motorizzazioni della GTC rimangono invariate.

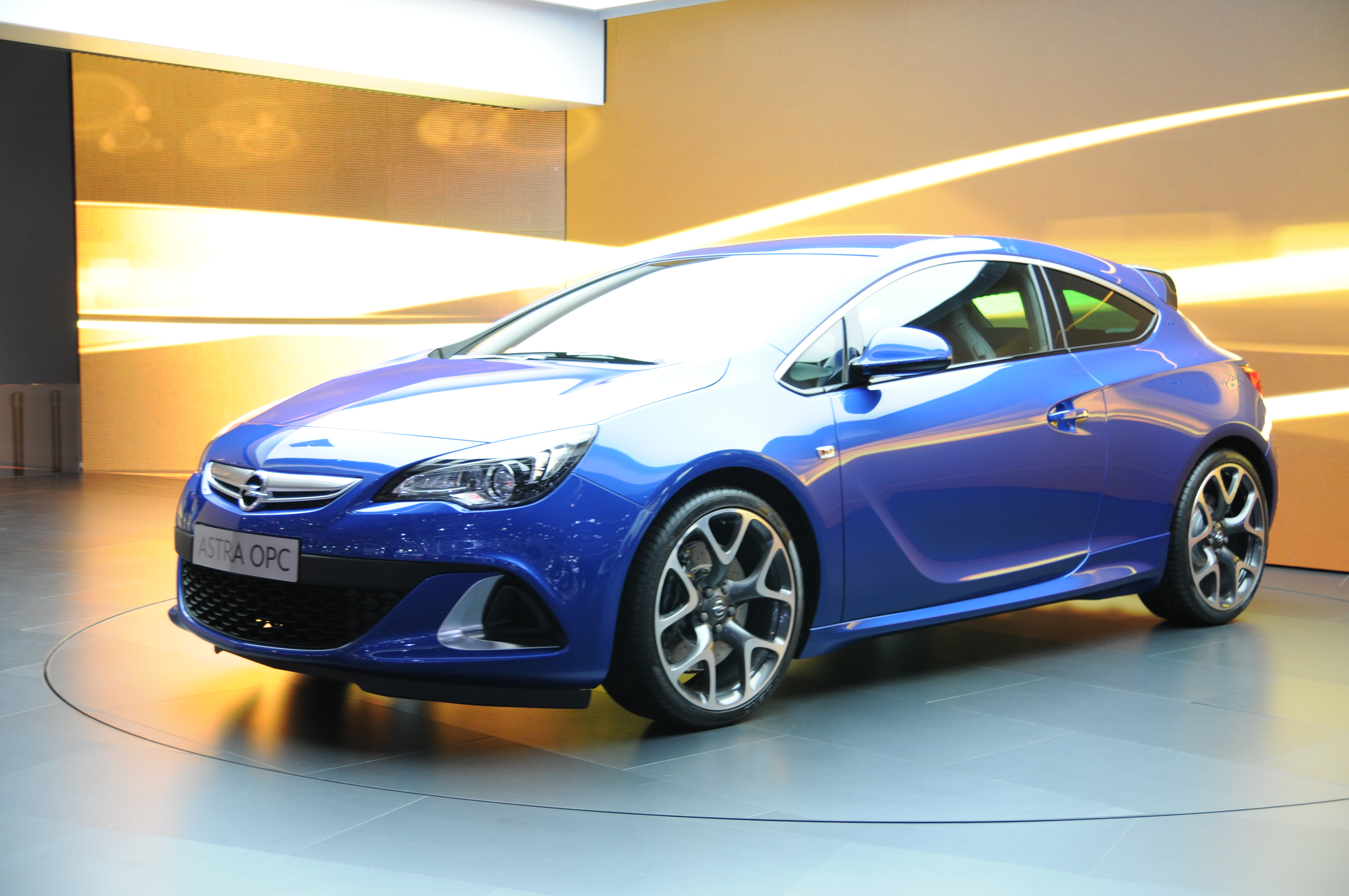
Una Astra GTC OPC

In occasione del salone dell'auto di Ginevra del 2012, Opel presenta ufficialmente la versione sportiva OPC, dotata di un motore 2.0 Turbo benzina da 280 CV e 400 nm di coppia, con di serie i cerchi in lega da 19" (i 20" sono optional). La velocità massima è autolimitata a 250 km/h mentre l'accelerazione da 0 a 100 km/h è di 6,0 secondi. Le vendite della OPC incominciano dal luglio dello stesso anno. Per questo tipo di vettura, la Opel ha realizzato per il 2013 un campionato monomarca su circuito, denominato Astra OPC Cup, con le vetture preparate secondo i regolamenti VLN.

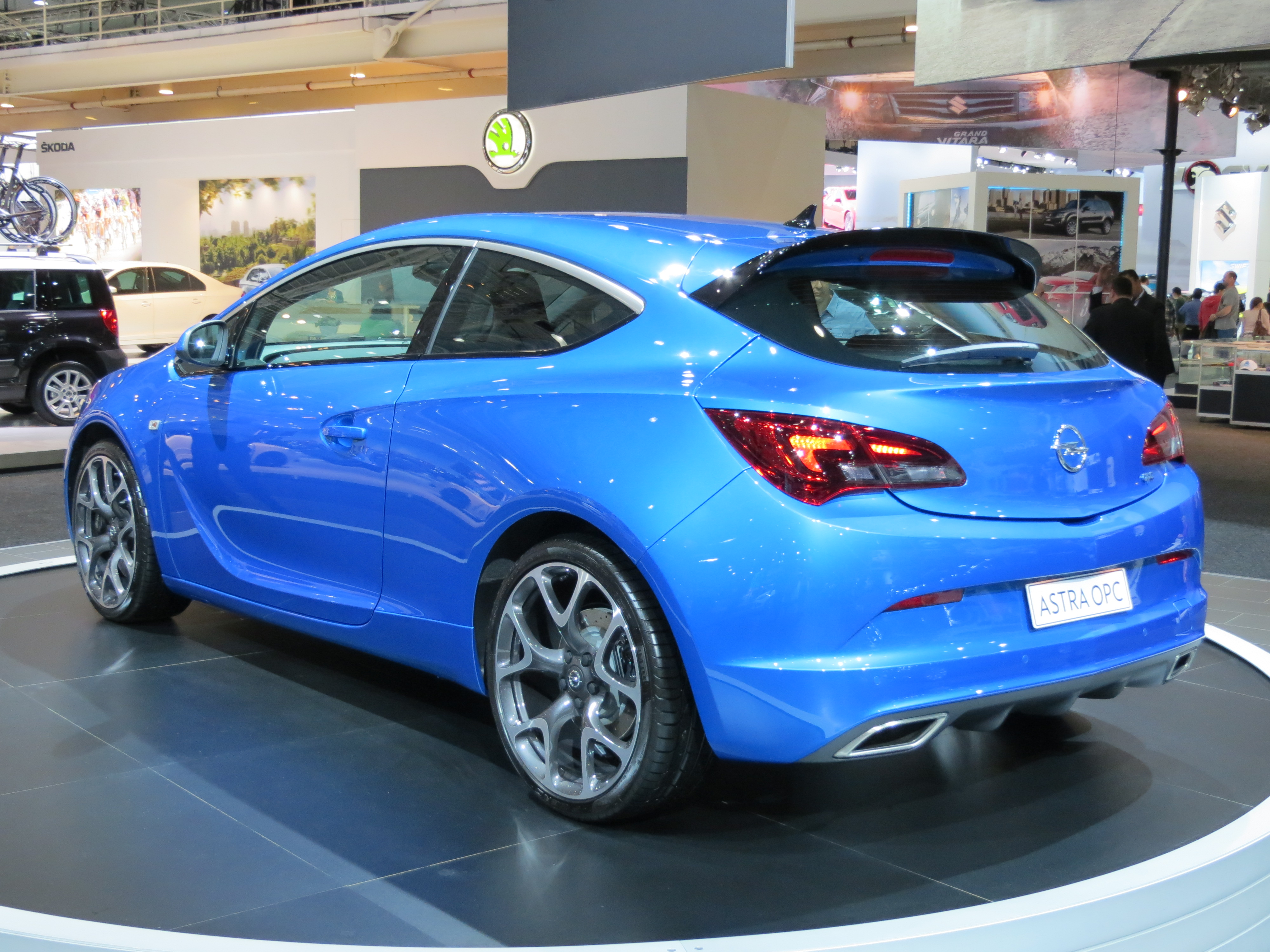
Vista posteriore di una Astra OPC del 2012

Impiegando come base la GTC, la Vauxhall ha prodotto una propria versione ad alte prestazioni della Astra, la VXR. È equipaggiata con un propulsore turbo a iniezione diretta 2.0 da 280 CV e coppia di 440 Nm che la spinge a una velocità massima di 255 km/h. Per migliorare la tenuta in curva è stata dotata di un nuovo sistema denominato LSD derivato dall'HiPerStrut della GTC. L'impianto franante è stato fornito dalla Brembo mentre il telaio e le nuove appendici aerodinamiche sono state ridisegnate con la collaborazione del pilota Smokin "Jo" Winkelhock. Queste ultime comprendono un nuovo impianto di scarico a doppio terminale, un nuovo body kit e un nuovo spoiler posteriore.
Alla fine dell'estate 2013 anche per la GTC si ha l'arrivo del 1.6 SIDI da 170 CV e in autunno è la volta del 2 litri biturbodiesel da 195 CV. Nel 2014, anche la GTC vede l'arrivo del 1.6 CDTI da 110 CV e 136 CV. Queste ultime rimarranno le uniche motorizzazioni a gasolio anche per la GTC a partire dall'estate 2015, quando entrerà in produzione la nuova generazione dell'Astra a 5 porte.
Nel 2015, quando venne introdotta la nuova generazione dell'Astra, la versione GTC rimase in listino ancora per diverso tempo, in maniera tale da proporre una variante coupé che nella gamma della nuova generazione non verrà prevista. Venne cambiata la denominazione, che perse il nome di Astra per chiamarsi semplicemente GTC. Tale modello continuò a rimanere in listino fino al 2018: a partire dall'inizio di quell'anno, è stata gradualmente eliminata dai listini europei fino all'autunno dello stesso anno.

### L'Astra Sedan

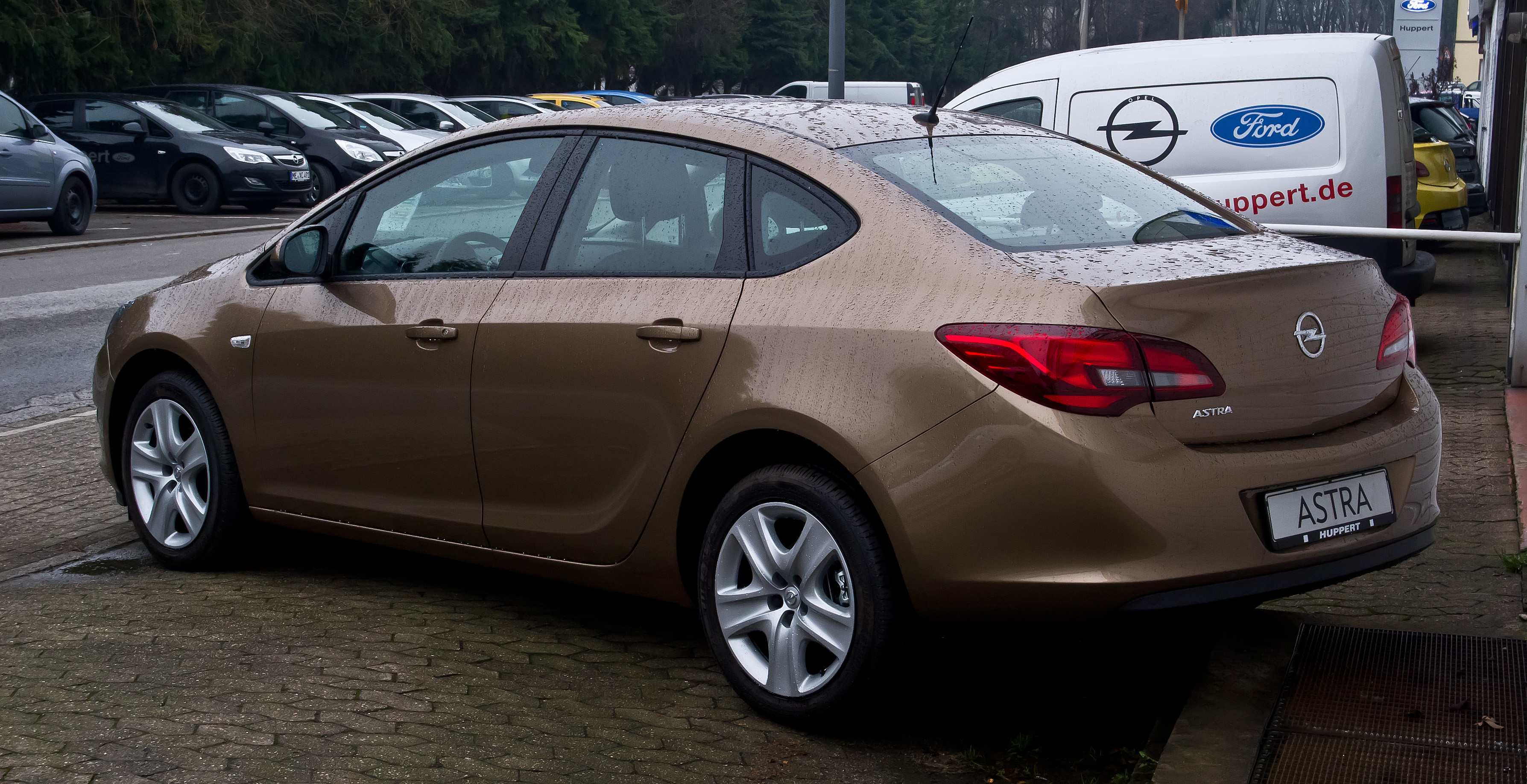
Vista posteriore di un'Astra Sedan del 2013.

Nell'autunno del 2012 viene introdotta l'Astra Sedan, la versione a tre volumi dell'Astra J, prodotta a Gliwice in Polonia. Questo genere di modelli, fino a quel momento riservati ai mercati dell'Est europeo e ad alcuni mercati in via di sviluppo, è stato in questo caso esteso anche ad altri mercati europei, come ad esempio quello italiano. La vettura lunga 4,66 m, cioè 24 cm in più rispetto alla berlina a 2 volumi da cui deriva, va a inserirsi tra l'Astra J a due volumi e la Insignia. La coda, che è la parte esteticamente più caratterizzante, riprende nel disegno dei fari e in quello dei paraurti il family feeling delle altre versioni. Presenti anche in questo caso i temi stilistici ricorrenti nella gamma, come ad esempio la nervatura che percorre la zona sottoporta.
La gamma motori prevede due unità a benzina e due a gasolio: il 1.4 turbo da 101 e 140 CV, più il 1.7 CDTI da 110 e 131 CV. Altre differenze rispetto alla versione hatchback stanno nella dotazione, che non prevede optional come il FlexFloor, il sistema portabici e i vetri laterali posteriori e il lunotto oscurati.
Nel 2014 si ha l'arrivo della versione a GPL, spinta da un 1.4 Turbo da 140 CV a doppia alimentazione. Nel 2015 con l'arrivo della nuova generazione dell'Astra, la berlina a tre volumi è rimasta comunque in produzione insieme alla versione coupé. La produzione è terminata definitivamente il 28 dicembre 2020.

## Riepilogo caratteristiche

### Berline 2 volumi e Sports Tourer
Ecco le motorizzazioni con cui la Astra J è stata offerta nel mercato italiano (N.B. I dati tra parentesi tonde si riferiscono alla versione Sports Tourer):
| Opel Astra berlina e Sports Tourer |                     |                |                     |                                              |                       |                          |
| Modello                            | Anni di produzione  | Cilindrata cm³ | Potenza CV          | Coppia massima Nm                            | Velocità massima km/h | Accelerazione 0–100 km/h |
| Versioni a benzina                 |                     |                |                     |                                              |                       |                          |
| Astra 1.4 16V                      | 2009-15             | 1398           | 100 a 6000 giri/min | 130 a 4000 giri/min                          | 178 (175)             | 14.2" (14.5")            |
| Astra 1.4 16V Turbo 120CV          | 2012-2014 (2012-14) | 1364           | 120 a 4900 giri/min | 175 a 1850-4900 giri/min                     | 192 (190)             | 11.0" (11.2")            |
| Astra 1.4 16V Turbo 140CV          | 2009-15             | 1364           | 140 a 4900 giri/min | 200 a 1850-4900 giri/min                     | 205 (200)             | 9.7" (10.5")             |
| Astra 1.6 16V                      | 2009-12 (2010-12)   | 1598           | 115 a 6000 giri/min | 155 a 4000 giri/min                          | 188 (185)             | 11.7" (12.3")            |
| Astra 1.6 16V Turbo                | 2009-13 (2010-13)   | 1598           | 180 a 5500 giri/min | 230 a 2200-5400 giri/min                     | 221 (220)             | 8.5" (8.8")              |
| Astra 1.6 Turbo SIDI               | 2013-2015           | 1598           | 170 a 6000 giri/min | 260 a 1650-3200 giri/min                     | 220                   | 8.7" (8.8")              |
| Versioni a gasolio                 |                     |                |                     |                                              |                       |                          |
| Astra 1.3 16V CDTI                 | 2009-2012 (2010-12) | 1248           | 95 a 4000 giri/min  | 230 a 1750 giri/min                          | 175 (174)             | 14.7" (14.9")            |
| Astra 1.6 CDTI 110CV               | 2014-15             | 1598           | 110 a 4000 giri/min | 300 a 1750 giri/min                          | 186 (186)             | 12.0" (12.0")            |
| Astra 1.6 CDTI 136CV               | 2014-15             | 1598           | 136 a 4000 giri/min | 320 a 2000 giri/min                          | 200 (200)             | 10.3" (10.3")            |
| Astra 1.7 16V CDTI 110CV           | 2009-14 (2010-14)   | 1686           | 110 a 3800 giri/min | 260 a 1700-2550 giri/min                     | 186 (184)             | 12.6" (13.0")            |
| Astra 1.7 16V CDTI 125CV           | 2009-12 (2010-12)   | 1686           | 125 a 4000 giri/min | 280 a 2000-2700 giri/min                     | 195 (192)             | 11.5" (11.7")            |
| Astra 1.7 16v CDTI 130CV           | 2011-14             | 1686           | 131 a 4000 giri/min | 300 a 2000-2500 giri/min                     | 198                   | 10.9"                    |
| Astra 2.0 16V CDTI 160CV           | 2009-11 (2010-11)   | 1956           | 160 a 4000 giri/min | 350 [380 con overboost] a 1750-2500 giri/min | 215 (212)             | 9.0" (9.5")              |
| Astra 2.0 16V CDTI 165CV           | 2011-15 (2011-15)   | 1956           | 165 a 3800 giri/min | 350 [380 con overboost] a 1750-2500 giri/min | 215                   | 9.0"                     |
| Astra 2.0 16v CDTI Biturbo         | 2013-15             | 1956           | 195 a 4000 giri/min | 400/ 1750-2500                               | 226 (224)             | 8.4" (8.9")              |
| Versioni a GPL                     |                     |                |                     |                                              |                       |                          |
| Astra 1.4 16V Turbo GPL            | 2012-15 (dal 2012)  | 1364           | 136/ 4900-6000      | 200/ 1850-4900                               | 200 (198)             | 10.8" (11.1")            |

### Astra GTC
| Opel Astra GTC                   |                    |                |                          |                          |                       |                          |
| Modello                          | Anni di produzione | Cilindrata cm³ | Potenza CV               | Coppia massima Nm        | Velocità massima km/h | Accelerazione 0–100 km/h |
| Versioni a benzina: tutte EURO 5 |                    |                |                          |                          |                       |                          |
| Astra GTC 1.4 16V Turbo 120CV    | 2011-15            | 1364           | 120 a 4800 giri/min      | 175 a 1750-4800 giri/min | 192                   | 10.9"                    |
| Astra GTC 1.4 16V Turbo 140CV    | 2011-18            | 1364           | 140 a 4900 giri/min      | 200 a 1850-4900 giri/min | 201                   | 9.9"                     |
| Astra GTC 1.6 16V Turbo          | 2011-2013          | 1598           | 180 a 5500 giri/min      | 230 a 2200-5400 giri/min | 220                   | 8.3"                     |
| Astra GTC 1.6 Turbo SIDI         | 2013-18            | 1598           | 170 a 6000 giri/min      | 260 a 1650-3200 giri/min | 219                   | 8.6"                     |
| Astra GTC OPC                    | 2012-18            | 1998           | 280 a 5500 giri/min      | 400 a 2500-4500 giri/min | 250                   | 6.0"                     |
| Versioni a gasolio: tutte EURO 5 |                    |                |                          |                          |                       |                          |
| Astra GTC 1.6 CDTI 110CV         | 2014-18            | 1598           | 110 a 3500-4000 giri/min | 300 a 1750-2500 giri/min | 182                   | 12.1"                    |
| Astra GTC 1.7 16V CDTI 110CV     | 2011-2014          | 1686           | 110 a 3800 giri/min      | 260 a 1700-2550 giri/min | 180                   | 12.7"                    |
| Astra GTC 1.6 CDTI 136CV         | 2014-18            | 1598           | 136 a 3500-4000 giri/min | 320 a 2000 giri/min      | 198                   | 10.2"                    |
| Astra GTC 1.7 16v CDTI 130CV     | 2011-2014          | 1686           | 130 a 4000 giri/min      | 300 a 2000-2500 giri/min | 198                   | 10.9"                    |
| Astra GTC 2.0 CDTI               | 2011-15            | 1956           | 165 a 4000 giri/min      | 350 a 1750-2500 giri/min | 210                   | 8.9"                     |
| Astra GTC 2.0 16v CDTI Biturbo   | 2013-15            | 1956           | 195 a 4000 giri/min      | 400/ 1750-2500           | 225                   | 8.3"                     |

I modelli in grassetto sono quelli tuttora in produzione. Il motore 1.6CDTI in entrambe le configurazioni di potenza è conforme alla direttiva EURO 6.

## Riconoscimenti
- Volante d'Oro 2009 nella categoria delle auto compatte[6]
- 3º posto nel concorso per Auto dell'anno 2010[7]